# Silbersee (Wehdel)
Der Silbersee ist ein See in der Gemeinde Schiffdorf im Landkreis Cuxhaven, Niedersachsen. Der See, der in der Weichsel-Kaltzeit als Heidesee entstanden ist, liegt circa 2 Kilometer südlich von Wehdel am Rand des Naturschutzgebietes „Silbersee und Laaschmoor“.
Der See ist nahezu vollständig von Gehölzen umgeben. Nördlich des Sees befindet sich außerhalb des Naturschutzgebietes ein Campingplatz. Hier stehen eine Liegewiese, ein Spielplatz, ein Bolzplatz und ein Beachvolleyballfeld zur Verfügung. In den Sommermonaten ist jedes Wochenende das angrenzende Café Silbersee geöffnet. Am Nordufer des Sees befindet sich eine Badestelle. Der Badebetrieb wird in den Sommermonaten an den Wochenenden von der DLRG bewacht. Etwa 2 Hektar des Sees, in dem sich eine Badeinsel befindet, sind zum Baden freigegeben. Am südöstlichen Ufer befindet sich ein Angelsteg.
Im See kommen Hecht, Zander, Barsch, Gründling, Rotauge, Güster, Brasse, Rotfeder, Schleie, Karpfen und Aal vor. Außerdem ist die Teichmuschel heimisch.